# Avahi occidentalis
Avahi occidentalis là một loài động vật có vú trong họ Indridae, bộ Linh trưởng. Loài này được von Lorenz-Liburnau mô tả năm 1898.

## Hình ảnh

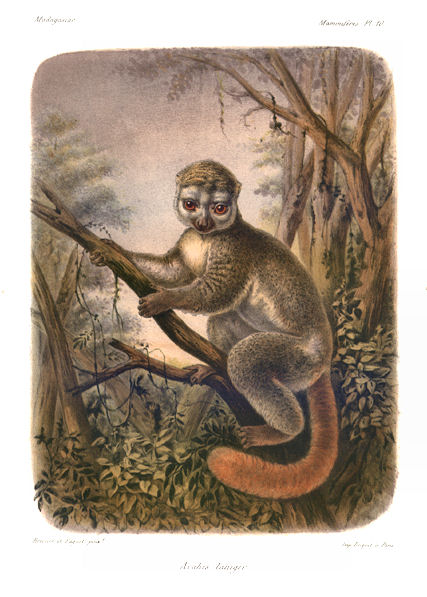
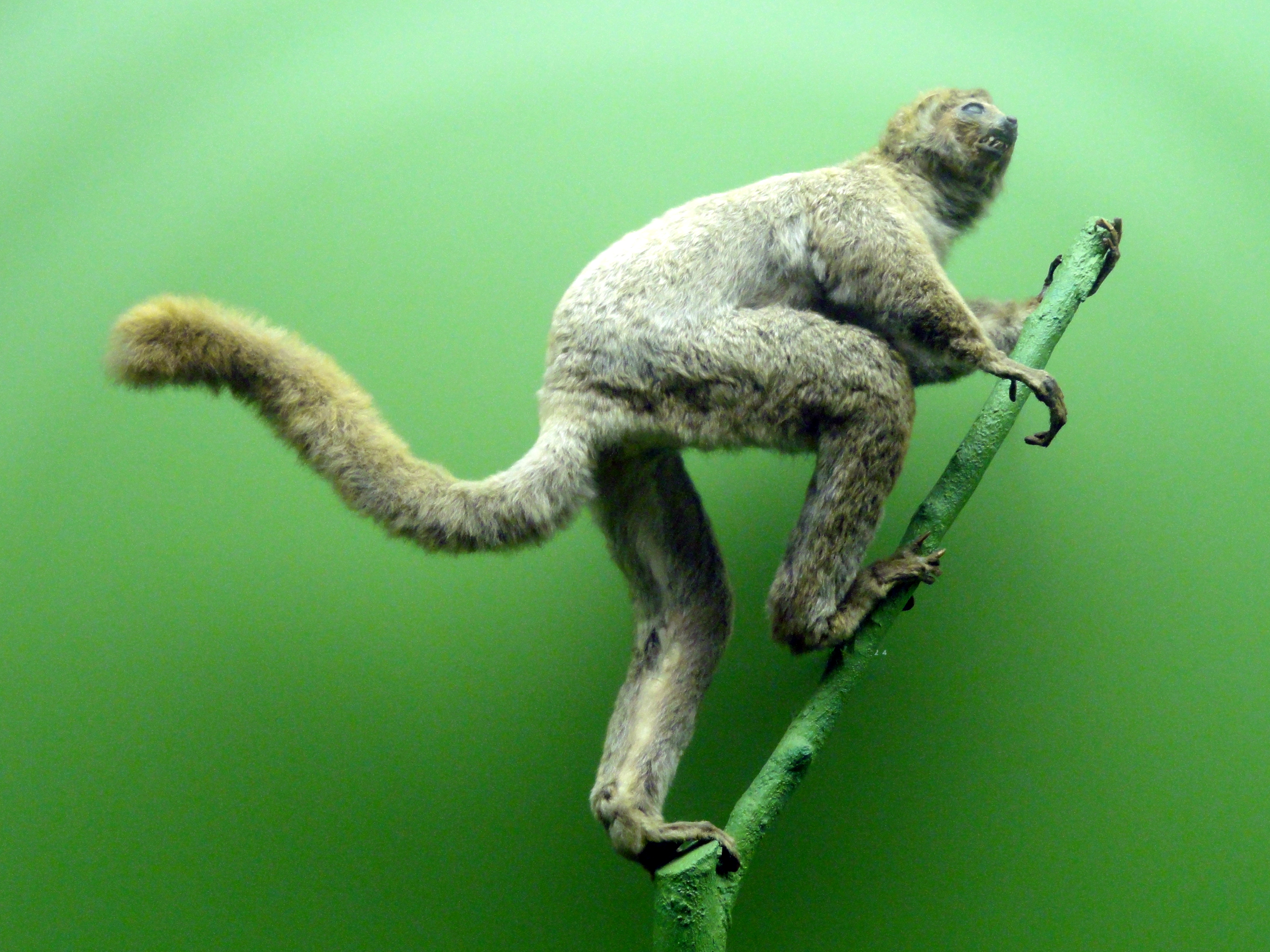
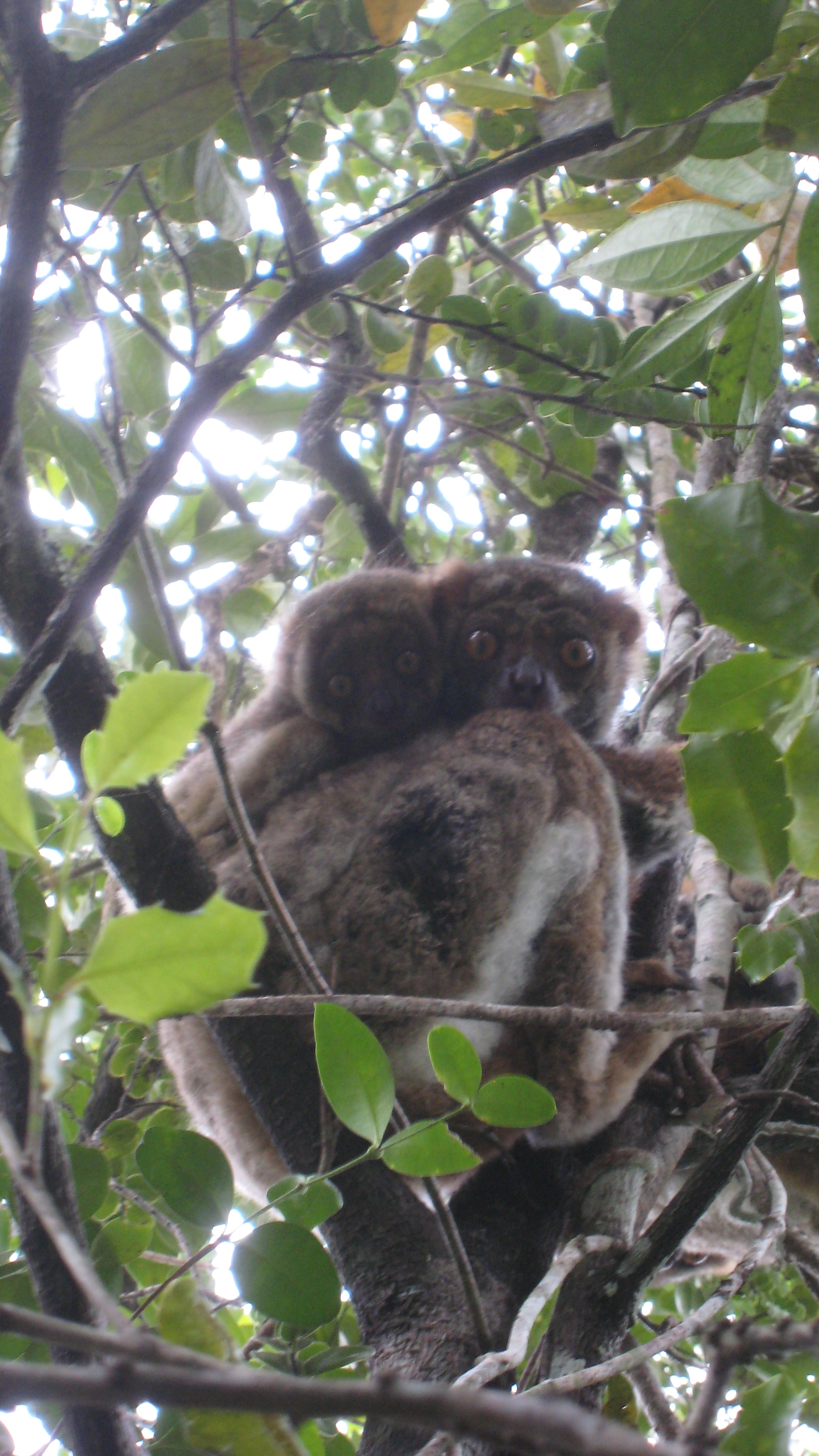
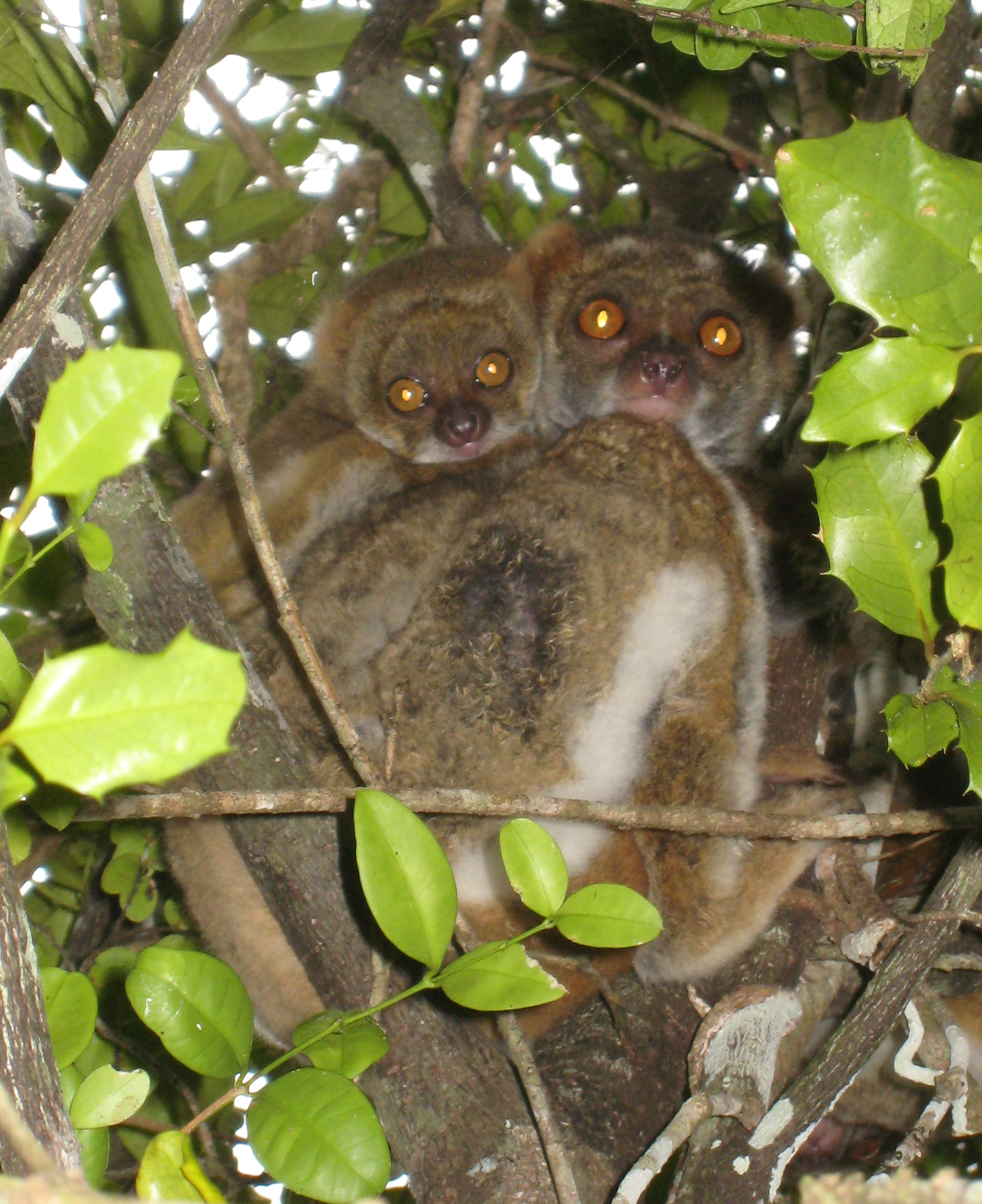